# Malik Shah I
Jalāl al-Dawla Abū l-Fatḥ Malikshāh, meglio noto come Malik Shah I o Melik Şah I (in persiano ملكشاه‎; in turco: Melikşah; Esfahan, 16 agosto 1055 – Baghdad, 19 novembre 1092), è stato il terzo sultano dell'Impero selgiuchide, dopo Tughril Bey e Alp Arslan.
Apparteneva alla dinastia omonima e regnò  dal 1072 al 1092.
L'Impero bizantino, in seguito alla sconfitta inflittagli da suo padre Alp Arslan nella battaglia di Manzikert del 1071, perse la propria influenza sull'Anatolia e l'impero selgiuchide arrivò a controllare parti dell'Arabia, della Mesopotamia e alcune aree presso il Golfo persico.
Malikshāh riuscì ad espandere il controllo sulla Siria e istituì sultanati vassalli a Edessa, Aleppo e Damasco.
Alla fine del suo regno scoppiarono alcune rivolte, inclusa una, capeggiata da Suleyman ibn Qutulmish (il cui padre era stato cugino di Alp Arslan), che si autoproclamò sultano di Rūm, stabilendo la capitale del nuovo regno presso Nicea. Nello stesso periodo vide la luce un altro sultanato: quello dei Danishmendidi, nell'Anatolia orientale e centrale.
In Siria-Palestina, chiamato in suo soccorso da Atsız Ibn Uvak, inviò suo fratello Tutush, che eliminò l'esponente turco, che aveva preso Damasco e Gerusalemme e che aveva tentato di entrare anche nell'Egitto fatimide per conquistarlo. Al posto di Atsız destinò il turcomanno Artuq, alla cui morte gli succedettero, l'uno dopo l'altro, i suoi due figli, l'ultimo dei quali, Īlghāzī, governò fino al 1098, quando dovette cedere di nuovo Gerusalemme ai Fatimidi, alla vigilia della conquista crociata.
Gli succedette Mahmud I.

## Famiglia

### Consorti
Malik Shah aveva tre consorti note:
- Terken Khatun (1053 - 1094), figlia di Tamghach Khan Ibrahim. Si sposarono nel 1065. Da lei ebbe cinque figli e una figlia.
- Zubayda Khatun (1056 - 1099), figlia di Yaquti Beg e nipote di Chaghri Beg, era quindi cugina di Malik. Da lei ebbe un figlio e una figlia. Venne catturata e uccisa dal visir Mu'ayyid al-Mulk durante le lotte per la successione scoppiate alla morte di Malik.
- Tadj Bushali Safariyya Khatun (? - 1121), concubina schiava. Da lei ebbe tre figli e una figlia.

### Figli
Malik Shah aveva almeno undici figli:
- Dawud (? - 1082) - con Terken Khatun. Erede nominato di suo padre.
- Ahmed (1077 - 1088) - con Terken Khatun. Erede nominato dopo la morte di Dawud.
- ʿAbd al-Qāsim (morto infante) - con Terken Khatun.
- Un figlio (morto infante) - con Terken Khatun.
- Un figlio (morto infante) - con Safariyya Khatun.
- Berkyaruq (1081 - 1105) - con Zubayda Khatun. Sultano dei Selgiuchidi, dopo aver deposto e ucciso il suo fratellastro Mahmud I, di sei anni, e sua madre Terken.
- Muhammad I (1082 - 1118) - con Safariyya Khatun. Sultano dei Selgiuchidi dopo la morte del figlio neonato di Berkyaruq.
- Ahmed Sanjar (1086 - 1157) - con Safariyya Khatun. Sultano dei Selgiuchidi dopo Muhammad I.
- Tughril.
- Amir Khumarin, noto per essere albino.
- Mahmud I (1088 - ottobre 1094) - con Terken Khatun. Alla morte di suo padre fu proclamato sultano da sua madre, che governò in suo nome prima di essere sconfitta da Berkyaruq.

### Figlie
Malik Shah aveva almeno dieci figlie: 
- Mah-i Mulk Khatun (? - 1089) - con Terken Khatun. Nel 1082 sposò il califfo al-Muqtadi(consumato nel maggio 1087), che in precedenza aveva sposato sua zia Sifri Khatun, da cui ebbe un figlio, Jaʿfar.
- Gawhar Khatun - con Zubayda Khatun. Sposò Masʿūd III di Ghazni, che in precedenza aveva sposato una sua zia. Madre di Arslan Shah e Bahram Shah. Secondo le fonti, fu offesa da suo figlio Arslan quando salì al trono e per questo suo fratello Ahmad Sanjar lo depose, sostituendolo con Bahram e facendo di Ghazni un vassallo selgiuchide.
- Ismah Khatun - con Safariyya Khatun. Nel 1109 sposò al-Mustazhir, figlio del marito di Mah-i Mulk, da cui ebbe un figlio, Abu Ishaq Ibrahim (3 febbraio 1112 - ottobre 1114, morì di vaiolo e fu sepolto a Rusafa, accanto al figlio di Mah-i Mulk). Rimasta vedova nel 1118, tornò a Isfahan, dove infine morì. Venne sepolta nel complesso della facoltà di giurisprudenza, da lei fondato.
- Sitara Khatun, sposò Garshasp II.
- Salkim Khatun, sposò Qarin III e successivamente Ali I Bavand.
- Safiya Khatun, sposò Taj al-Din Abu l-Fazl Nasr bin Halef, sovrano del Sistan.
- Terken Khatun, sposò il Karakhanide Muhammad Arslan Khan ed ebbe un figlio, Rukn al-Din Mahmud Khan.
- Una figlia che sposò Sultan Shah, figlio di Qavurt, cugino di suo padre.
- Una figlia che sposò Ispahbud Taj al-Mulk Mardavij, figlio di Ali ibn Mardavij.
- Una figlia che sposò nel 1101 Abdulaziz bin Omar bin Maza, governatore di Bukhara.

## Media
- Uyanış: Büyük Selçuklu - serie TV del 2021